# Onthophagus nampatensis
Onthophagus nampatensis är en skalbaggsart som beskrevs av Tarasov och Kabakov 2010. Onthophagus nampatensis ingår i släktet Onthophagus och familjen bladhorningar. Inga underarter finns listade i Catalogue of Life.